# 김광영 (배우)
김광영(金光英, 1970년 7월 26일 ~ )은 대한민국의 배우이다.

## 학력
- 자양고등학교
- 청주대학교 연극영화학과 학사
- 단국대학교 대중문화예술대학원 예술학 석사

## 경력
1993년 배우로 정식 데뷔했다.

## 출연 작품

### 드라마
- 1993년 KBS 1TV 일일 연속극 《당신이 그리워질때》
- 1993년 KBS 2TV 주간 드라마 《신 손자병법》
- 1994년 KBS 2TV 월화 드라마 《한명회》
- 1994년 KBS 2TV 주말 연속극 《남자는 외로워》
- 1995년 KBS 2TV 주말 연속극 《딸부잣집》
- 1995년 KBS 2TV 캠퍼스 드라마 《사랑의 인사》
- 1995년 SBS 주말극장 《옥이 이모》 - 성준석 역
- 1996년 SBS 주말극장 《부자유친》
- 1996년 KBS 2TV 월화 드라마 《조광조》 - 윤원로 역
- 1996년 KBS 2TV 월화 드라마 《슈팅》
- 1996년 KBS 1TV TV소설 《하얀 민들레》
- 1996년~1997년 KBS 1TV 청소년 드라마 《신세대 보고 - 어른들은 몰라요》
- 1997년~1998년 KBS 1TV 대하 드라마 《용의 눈물》 - 민무휼 역
- 1998년 KBS 2TV 아침 드라마 《결혼 7년》
- 1999년 KBS 1TV TV소설 《당신》
- 1999년 KBS 1TV TV소설 《누나의 거울》
- 2000년 KBS 1TV 대하 드라마 《태조 왕건》 - 왕신 역
- 2001년 SBS 대하 사극 《여인천하》 - 명종 역
- 2001년 KBS 2TV 수목 특별기획 드라마 《명성황후》 - 민영익 역
- 2002년 KBS 1TV TV소설 《인생화보》 - 이문철 역
- 2003년 SBS 대하 사극 《왕의 여자》 - 이경전 역
- 2007년 MBC 수목 특별기획 드라마 《태왕사신기》 - 감동 역
- 2008년 수퍼액션 하드보일드 과학수사극 《KPSI》 - 김 형사 역
- 2008년 KBS 2TV 월화 드라마 《강적들》 - 박진구 역
- 2010년 KBS 2TV 아침 드라마 《엄마도 예쁘다》 - 주민혁 역
- 2010년 KBS 1TV 대하 드라마 《근초고왕》 - 고무 역
- 2012년 TvN 일일 연속극 《유리가면》 - 차 비서 역
- 2015년 KBS 1TV 대하 드라마 《징비록》 - 김공량 역
- 2015년 KBS 2TV TV소설 《그래도 푸르른 날에》 - 강종식 역
- 2015년 KBS 2TV 주말 연속극 《부탁해요, 엄마》
- 2015년 MBC 아침 드라마 《내일도 승리》 - 박 과장 역
- 2016년 KBS 1TV 대하 드라마 《장영실》 - 선덕제 역
- 2016년 KBS 1TV 역사 드라마 《임진왜란 1592》 - 선조 역
- 2016년 KBS 2TV 저녁 일일 드라마 《다시, 첫사랑》
- 2018년 KBS 2TV 저녁 일일 드라마 《인형의 집》 - 마동숙 역
- 2018년 KBS 2TV 주말 연속극 《같이 살래요》
- 2019년 KBS 2TV 수목 드라마 《왜그래 풍상씨》 - 홀아비 역
- 2021년 KBS 2TV 저녁 일일 드라마 《빨강구두》 - 소태길 역
- 2022년 ~ 2023년 KBS 2TV 저녁 일일 드라마 《태풍의 신부》- 나봉필 역
- 2021년 ~ 2022년 KBS1 대하드라마 《태종 이방원》
- 2023년 ~ 2024년 KBS2 대하드라마 《고려 거란 전쟁》
- 2024년 KBS1 일일연속극 《수지맞은 우리》 - 모영수 역

### 시트콤
- 1997년 MBC 일일 시트콤 《남자 셋 여자 셋》 - 희진 어머니 남윤정의 외종 6촌 남동생이자 김성원 차남 김광영 역
- 2000년 MBC 주간 시트콤 《세 친구》 - 정웅인의 서울 문화중학교 동기 김광영 역
- 2001년 iTV 성인 시트콤 《립스틱》

### 영화
- 1991년 《판결문》
- 1991년 《노을에 걸린 흰 돛단배》
- 1993년 《첫사랑》 - 연극반 청주대 역
- 1995년 《꼬리치는 남자》 - 기철 역
- 1995년 《노란 손수건》
- 1996년 《그 여자의 숨소리》
- 2007년 《굿바이 데이》 - 우민 역
- 2013년 《노리개》 - 김기석 변호사 역
- 2017년 《대장 김창수》 - 김윤정 경무관 역
- 2018년 《우리》 - 석찬 역
- 2021년 《에덴의 남쪽》 - 고재선 역 (특별출연)

### 예능
- 2025년 MBC every1, MBN 《다 컸는데 안 나가요》 -  신정윤의 지인